# Sant Pere de Marfà

Sant Pere de Marfà, en el terme de Castellcir

Sant Pere de Marfà és una antiga església parroquial del terme municipal de Castellcir, a la comarca del Moianès. És a la part central de la vall de Marfà, al costat nord-est de la important masia de Marfà.
Està inclosa en l'Inventari del Patrimoni Arquitectònic de Catalunya, amb el codi IPA: 28649.

## Descripció
Es tracta d'una petita església d'una sola nau sense absis exempt, amb entrada lateral a la banda de ponent. Estructura del segle xviii amb campanar de planta quadrada i coronament piramidal. El portal d'accés presenta una magnífica decoració de pedra. Emmarcada entre dos pilastres, la decoració de l'arc és feta a bade de garlandes, flors, fulles i angelets. L'absis de la capella és pla. El parament és d'obra emblanquinada. El nucli original (dels segles X-XI) ha desaparegut totalment.

## Història
Aquesta església apareix ja a la relació feta amb motiu de l'acta de consagració de l'església parroquial de Moià (any 939). Gaudia de plena autonomia al segle xi.Consta el titular de la seva església des del 985, i abunden les seves notícies en els documents de Sant Benet de Bages a partir de l'any 1077, Fou refeta al segle xviii. Actualment, sense culte, es guarden les seves imatges a l'església parroquial de Moià.